# Vipavski rob
Vipavski rob ist ein europäisches Vogelschutzgebiet im Westen Sloweniens.

## Lage
Es liegt auf dem Gebiet der Städte Nova Gorica (deutsch: Neu-Görz), Ajdovscina (deutsch: Haidenschaft) und Postojna (deutsch: Adelsberg). Das etwa 133,6 km² große Gebiet umfasst den Südrand des Ternowaner Waldes und das Nanos-Plateau. Diese beiden dinarischen Hochebenen fallen hier über 900 Höhenmeter ab. An einigen Stellen am oberen Rand des Plateaus geht das typisch steile, auch schroffe Felsgelände in ausgedehnte und meist aufgelassene Trockenwiesen über. An den Hängen über dem Tal wächst thermophiler Wald.
Im Norden grenzt unmittelbar das Vogelschutzgebiet Trnovski gozd an.

## Schutzzweck
Folgende Vogelarten sind für das Gebiet gemeldet; Arten, die im Anhang I der Vogelschutzrichtlinie geführt sind, sind mit * gekennzeichnet:
| Bild               | Anhang I | EU Code | Art                | wissenschaftlicher Name |
| ------------------ | -------- | ------- | ------------------ | ----------------------- |
| Steinhuhn          | *        | A109    | Steinhuhn          | Alectoris graeca        |
| Brachpieper        | *        | A255    | Brachpieper        | Anthus campestris       |
| Steinadler         | *        | A091    | Steinadler         | Aquila chrysaetos       |
| Uhu                | *        | A215    | Uhu                | Bubo bubo               |
| Ziegenmelker       | *        | A224    | Ziegenmelker       | Caprimulgus europaeus   |
| Schlangenadler     | *        | A080    | Schlangenadler     | Circaetus gallicus      |
| Schwarzspecht      | *        | A236    | Schwarzspecht      | Dryocopus martius       |
| Wanderfalke        | *        | A103    | Wanderfalke        | Falco peregrinus        |
| Gänsegeier         | *        | A078    | Gänsegeier         | Gyps fulvus             |
| Wendehals          |          | A233    | Wendehals          | Jynx torquilla          |
| Neuntöter          | *        | A338    | Neuntöter          | Lanius collurio         |
| Schwarzstirnwürger | *        | A339    | Schwarzstirnwürger | Lanius minor            |
| Heidelerche        | *        | A246    | Heidelerche        | Lullula arborea         |
| Grauammer          |          | A383    | Grauammer          | Miliaria calandra       |
| Schwarzmilan       | *        | A073    | Schwarzmilan       | Milvus migrans          |
| Steinrötel         |          | A280    | Steinrötel         | Monticola saxatilis     |
| Blaumerle          |          | A281    | Blaumerle          | Monticola solitarius    |
| Wespenbussard      | *        | A072    | Wespenbussard      | Pernis apivorus         |
| Grauspecht         | *        | A234    | Grauspecht         | Picus canus             |
| Wiedehopf          |          | A232    | Wiedehopf          | Upupa epops             |